# Mogelijk Peru (alliantie)
Mogelijk Peru (Alianza Electoral Perú Posible) is een politieke alliantie in Peru die werd opgericht in aanloop naar de verkiezingen van 2011. De presidentskandidaat tijdens deze verkiezingen was oud-president Alejandro Toledo Manrique. Tijdens de verkiezingen behaalde de alliantie 20 van de 130 zetels.
De alliantie bestaat uit politieke partijen, groeperingen en individuele personen. De belangrijkste daarvan zijn:
- Mogelijk Peru (politieke partij)
- Actie van het Volk (politieke partij)
- Wij Zijn Peru (politieke partij)
- Fuerza Loretana (beweging)
- Reforma Regional Andina Integración, Participación Económica y Social Puno (beweging)
- Fuerza Arequipeña (beweging)